# Хамеири, Авигдор
Авигдор Хамейри (Авигдор Фойерштейн; 16 сентября 1890, Старое Давыдково — 3 апреля 1970, Израиль) — израильский поэт, прозаик и журналист, переводчик, один из первых представителей модернизма в ивритской литературе.

## Биография
Родившись в Старом Давыдково, он провел здесь детство, опубликовав в 1907 году он опубликовал первое стихотворение на иврите, а в 1912 году — свою первую поэтическую книгу.
Во время Первой мировой войны был офицером Австро-Венгерской армии. Попав в 1916 году в плен к русским, был заключенным в Сибирь, однако освобожден после Октябрьского переворота 1917 года. Эмигрировав в 1921 году в Палестину, он присоединился к команде газеты «Haaretz», был также редактором нескольких литературных и культурных журналов.
— В 1932 году основал в Тель-Авиве первый сатирический театр иврита. Написал более 30 книг, среди которых: поэзия, романы, рассказы, нехудожественная и детская литература.
— Он издал первую независимую газету Израиля.
— Хамейри был первым поэтом, которому было присвоено звание «Поэт-лауреат Израиля».
— Его работы были опубликованы на 12 языках, он был награжден Премией Израиля.
— Первый ивритский ток-фильм, созданный в 1933-35 годах, был основан на сценарии, написанном под названием «Это земля». Фильм изображает пятьдесят лет пионерского поселения в Израиле, начиная с прихода Билуиму, первого новаторского движения